# Čchun-jün

Grafické znázornění velkých pravidelných kulturních migrací: čínský čchun-jün, oslavy Dne díkůvzdání ve Spojených státech amerických, hinduistická kumbhaméla, šíitský arbaín a islámská hadždž

Čchun-jün (čínsky pchin-jinem Chūnyùn, znaky zjednodušené 春运, tradiční 春運) je zhruba čtyřicetidenní dopravní špička v Číně a částečně i celé jihovýchodní Asii v období oslav čínského Nového roku. Jedná se zřejmě o celosvětově nejrozsáhlejší pravidelnou lidskou migraci.
Zvýšená míra cestování má tři hlavní příčiny. Především je kulturní tradicí trávit čínský Nový rok se svou rodinou a v rámci hospodářských reforem se mnoho lidí přestěhovalo daleko od svých rodičů z venkova do velkých měst. Lidí z venkova žilo ve velkých městech k roku 2000 odhadem 150 až 200 miliónů a během Čchun-jünu mnozí cestují na návštěvu zpět ke svým rodičům.
Dalším důvodem je zvýšený počet vysokoškolských studentů, jejichž zimní prázdniny se zhruba časově shodují s oslavami Nového roku.
Třetím důvodem je skutečnost, že Čchun-jün je jedním ze dvou týden dlouhých čínských svátků, takže mnoho lidí ho využije jako jednu z mála příležitostí pro vícedenní výlety.